# Jamie Chadwick
Jamie Laura Chadwick (Bath, 1998. május 20. –) indiai származású brit autóversenyző, a W Series háromszoros bajnoka és a Williams F1 fejlesztőpilótája.

## Pályafutása
Tizenegy éves korában kezdte pályafutását, amikor testvére, Oliver példáját követve gokart versenyeken indult. 2013-ban indult először formulaautós versenysorozatban, a Ginetta junior-bajnokságban. Chadwick testvérével együtt versenyzett a JHR Developments színeiben és a 10. helyen végzett első szezonja végén a bajnoki pontversenyben. 2014-ben is maradt a sorozatban, és öt dobogós helyezést elérve a 8. helyen végzett a pontversenyben.
2015 márciusában a Beechdean Motorsport szerződtette egyik versenyzőjének a brit GT-bajnokság GT4-es kategóriájába. Chadwick és váltótársa, Ross Gunn két győzelmet és öt dobogós helyezést ért el az idény során, egyik győzelmüket a Silverstone-i brit 24 óráson aratták. Ezzel ő lett az első nő és a legfiatalabb is egyben kategóriájában, aki ezt elmondhatta magáról.
2016-ban is a brit GT-bajnokságban indult, a GT4-es kategória versenyein kívül a szezon utolsó három versenyén Paul Hollywood váltótársaként a "Pro-Am" géposztály versenyein is rajthoz állt. Összesítésben 15. helyen zárta a bajnokságot.
2017-ben újra együléses formulaautózásra váltott, és a Double R Racing színeiben a BRDC brit Formua–3-as bajnokságban versenyzett. A szezon ötödik fordulójában, a Rockinghamben rendezett versenyen dobogóra állhatott, az idényt a 9. helyen zárta összetettben.
2018-ban is a szériában versenyzett, immáron a Douglas Motorsport versenyzőjeként. Brands Hatchben megnyerte a második futamot, a szezon végén a pontverseny 8. helyén zárt. Az év folyamán részt vett a Nürburgringi 24 óráson az Aston Martin Vantage V8 GT4 modelljét vezetve az "SP8" osztályban, Jonathan Adam, Alex Lynn és Pete Cate csapattársaként. Kategóriájukban 5., összesítésben pedig a 63. helyen zártak.
A 2018–19-es kiírásban első női versenyzőként megnyerte a téli MRF Challenge Formula 2000-es bajnokságot. Rajthoz állt továbbá az első idényét kezdő W Series nevű Formula–3-as bajnokságban, amelyet kizárólag versenyzőhölgyeknek írtak ki. A legelső hétvégét megnyerte és rögtön 7 pontos előnyre tett szert. Magabiztos versenyzéssel végül megnyerte a szériát. Érdekesség, hogy egyetlen futamon sem zárt a 4. helynél rosszabb pozícióban. 
A 2020-as idény előtt nem sokkal úgy döntött a a széria vezetősége, hogy a koronavírus-járvány miatt teljesen törlik az évadot. 2020. június 16-án bejelentették, hogy a brit pilóta hölgy részt vesz a 2020-as Formula Regionális Európa-bajnokság szezonjában, melyben Formula–3-as autókat használnak az olasz Prema Powerteam színeiben.

### Versenyzői akadémiák
2019 áprilisában leszerződtette az Aston Martin Racing és a gyártó versenyzői akadémiájának tagja lett. 2019. május 20-án a Williams Formula–1-es csapata bejelentette, hogy pilóta csatlakozik az alakulathoz. 2020-ra pedig már a gárda hivatalos fejlesztőpilótája lett.

## Magánélete
Jamie Chadwick Bathban született, és a Man-szigeten nőtt fel. Édesapja, Michael ingatlanfejlesztő, édesanyja, Jasmine indiai származású üzletasszony. Tanulmányait a Cheltenhami Főiskolán végezte, Londonban, az Egyesült Királyságban él.

## Eredményei

### Karrier összefoglaló
| Szezon  | Bajnokság                           | Csapat                     | Verseny | Győzelem | Pole | Leggyorsabb kör | Dobogós helyezés | Pont  | Helyezés |
| ------- | ----------------------------------- | -------------------------- | ------- | -------- | ---- | --------------- | ---------------- | ----- | -------- |
| 2013    | Ginetta Junior-bajnokság            | JHR Developments           | 20      | 0        | 0    | 0               | 7                | 221   | 10.      |
| 2014    | Ginetta Junior-bajnokság            | JHR Developments           | 20      | 0        | 0    | 0               | 5                | 287   | 8.       |
| 2015    | Brit GT-bajnokság - GT4             | Beechdean-AMR              | 7       | 2        | 0    | 0               | 5                | 164,5 | 1.       |
| 2016    | Brit GT-bajnokság - GT4             | Generation AMR SuperRacing | 6       | 0        | 0    | 0               | 0                | 29    | 15.      |
| 2017    | BRDC Brit Formua–3-as bajnokság     | Double R Racing            | 24      | 0        | 0    | 0               | 1                | 264   | 9.       |
| 2018    | BRDC Brit Formua–3-as bajnokság     | Douglas Motorsport         | 24      | 1        | 0    | 0               | 2                | 260   | 8.       |
| 2018–19 | MRF Challenge Formula–2000          | MRF Racing                 | 15      | 6        | 0    | 5               | 9                | 280   | 1.       |
| 2019    | W Series                            | Hitech GP                  | 6       | 2        | 3    | 0               | 5                | 110   | 1.       |
| 2019    | Formula–3 Ázsia-bajnokság           | Seven GP                   | 3       | 0        | 0    | 0               | 0                | 18    | 14.      |
| 2019–20 | Formula–3 Ázsia-bajnokság           | Absolute Racing            | 15      | 1        | 0    | 2               | 5                | 139   | 4.       |
| 2020    | Formula Regionális Európa-bajnokság | Prema Powerteam            | 23      | 0        | 0    | 0               | 1                | 80    | 9.       |
| 2021    | W Series                            | Veloce Racing              | 8       | 4        | 4    | 3               | 7                | 159   | 1.       |
| 2021    | Extreme E                           | Veloce Racing              | 5       | 0        | 0    | 0               | 1                | 48    | 10.      |
| 2022    | W Series                            | Jenner Racing              | 5       | 0        | 0    | 0               | 1                | 48    | 10.      |
| 2023    | Indy NXT                            | Andretti Autosport         | 14      | 0        | 0    | 0               | 0                | 262   | 12.      |
| 2024    | Indy NXT                            | Andretti Global            | 0       | 0        | 0    | 0               | 0                | 0     | —        |

* A szezon jelenleg is zajlik.

### Teljes W Series eredménylistája
(Táblázat értelmezése)

(Félkövér: pole-pozícióból indult; dőlt: leggyorsabb kört futott) 

| Év   | Csapat        | 1      | 2      | 3     | 4     | 5     | 6     | 7      | 8      | Helyezés | Pont |
| ---- | ------------- | ------ | ------ | ----- | ----- | ----- | ----- | ------ | ------ | -------- | ---- |
| 2019 | Hitech GP     | HOC 1  | ZOL 2  | MIS 1 | NOR 3 | ASS 3 | BRH 4 |        |        | 1.       | 110  |
| 2021 | Veloce Racing | AUT1 6 | AUT2 1 | GBR 3 | HUN 1 | BEL 2 | NED 2 | USA1 1 | USA2 1 | 1.       | 159  |
| 2022 | Jenner Racing | MIA1 1 | MIA2 1 | CAT 1 | GBR 1 | FRA 1 | HUN 2 | SIN Ki |        | 1.       | 143  |

### Teljes Formula–3 Ázsia-bajnokság eredménysorozata
(Táblázat értelmezése)

(Félkövér: pole-pozícióból indult; dőlt: leggyorsabb kört futott) 

Megjegyzés: A vendégversenyzők eredménye nem számít bele a bajnokságba.
| Év      | Csapat          | 1        | 2         | 3        | 4       | 5        | 6       | 7       | 8       | 9       | 10       | 11       | 12       | 13      | 14     | 15     | Helyezés | Pont |
| ------- | --------------- | -------- | --------- | -------- | ------- | -------- | ------- | ------- | ------- | ------- | -------- | -------- | -------- | ------- | ------ | ------ | -------- | ---- |
| 2019    | Seven GP        | SEP 1 6  | SEP 2 12  | SEP 3 5  | CHA 1   | CHA 2    | CHA 3   | SUZ 1   | SUZ 2   | SUZ 3   | SHA1 1   | SHA1 2   | SHA1 3   | SHA2 1  | SHA2 2 | SHA2 3 | 14.      | 18   |
| 2019–20 | Absolute Racing | SEP1 1 7 | SEP1 2 10 | SEP1 3 8 | DUB 1 6 | DUB 2 11 | DUB 3 8 | ABU 1 9 | ABU 2 8 | ABU 3 9 | SEP2 1 3 | SEP2 2 4 | SEP2 3 6 | CHA 1 2 | CHA 2  | CHA 3  | 4.       | 139  |

### Teljes Formula Regionális Európa-bajnokság eredménysorozata
(Táblázat értelmezése)

(Félkövér: pole-pozícióból indult; dőlt: leggyorsabb kört futott) 

| Év   | Csapat          | 1       | 2       | 3       | 4        | 5         | 6       | 7        | 8        | 9       | 10      | 11      | 12      | 13       | 14       | 15      | 16       | 17      | 19       | 19       | 20      | 21       | 22      | 23      | 24      | Helyezés | Pont |
| ---- | --------------- | ------- | ------- | ------- | -------- | --------- | ------- | -------- | -------- | ------- | ------- | ------- | ------- | -------- | -------- | ------- | -------- | ------- | -------- | -------- | ------- | -------- | ------- | ------- | ------- | -------- | ---- |
| 2020 | Prema Powerteam | MIS 1 3 | MIS 2 8 | MIS 3 6 | LEC 1 10 | LEC 2 10† | LEC 3 9 | RBR 1 Ki | RBR 2 10 | RBR 3 5 | MUG 1 9 | MUG 2 7 | MUG 3 8 | MNZ 1 10 | MNZ 2 Ki | MNZ 3 8 | CAT 1 10 | CAT 2 9 | CAT 3 10 | IMO 1 Ki | IMO 2 9 | IMO 3 10 | VLL 1 8 | VLL 2 T | VLL 3 7 | 9.       | 80   |

† A versenyt nem fejezte be, de helyezését értékelték.

### Teljes Extreme E eredménylistája
(Táblázat értelmezése)

(Félkövér: pole-pozícióból indult; dőlt: leggyorsabb kört futott) 

| Év   | Csapat        | Autó             | 1       | 2        | 3       | 4       | 5     | 6     | 7     | 8     | 9       | 10      | Helyezés | Pont |
| ---- | ------------- | ---------------- | ------- | -------- | ------- | ------- | ----- | ----- | ----- | ----- | ------- | ------- | -------- | ---- |
| 2021 | Veloce Racing | Spark ODYSSEY 21 | DES Q 9 | DES R Vi | OCE Q 5 | OCE R 2 | ARC Q | ARC R | ISL Q | ISL R | JUR Q 6 | JUR R 6 | 10.      | 48   |

### Teljes Indy NXT eredménysorozata
| Év   | Csapat             | 1      | 2      | 3      | 4      | 5      | 6      | 7      | 8      | 9      | 10     | 11     | 12    | 13     | 14     | Helyezés | Pont |
| ---- | ------------------ | ------ | ------ | ------ | ------ | ------ | ------ | ------ | ------ | ------ | ------ | ------ | ----- | ------ | ------ | -------- | ---- |
| 2023 | Andretti Autosport | STP 13 | BAR 11 | IMS 15 | DET 11 | DET 16 | ROA 15 | MDO 10 | IOW 10 | NSH 18 | IMS 10 | GTW 12 | POR 6 | LAG 15 | LAG 12 | 12.      | 262  |
| 2024 | Andretti Global    | STP .  | BAR    | IMS    | IMS    | DET    | ROA    | LAG    | LAG    | MDO    | IOW    | GTW    | POR   | MIL    | NSH    | —        | 0    |

* A szezon jelenleg is zajlik.